# Manisa
Manisa (w starożytności Μαγνησία, Magnezja koło Sipylosu ) – miasto w zachodniej Turcji, nad rzeką Gediz, uchodzącą do Morza Egejskiego, ośrodek administracyjny prowincji Manisa. Około 214 tys. mieszkańców. W ruinach starożytnej Magnezji zachowały się pozostałości świątyni Zeusa i wielkiej świątyni Artemidy. W czasach Imperium Osmańskiego miasto było siedzibą następcy tronu, syna wybranego przez rządzącego wówczas sułtana.

## Współpraca
- Macedonia Północna: Skopje
- Bośnia i Hercegowina: Prijedor
- Niemcy: Ingolstadt
- Stany Zjednoczone: Milwaukee
- Indonezja: Sukabumi
- Turcja: Amasya